# Ter Horst & Co
De Koninklijke Jutespinnerij en Weverij ter Horst & Co was een Nederlandse verwerker van jute, gevestigd in de Overijsselse stad Rijssen.

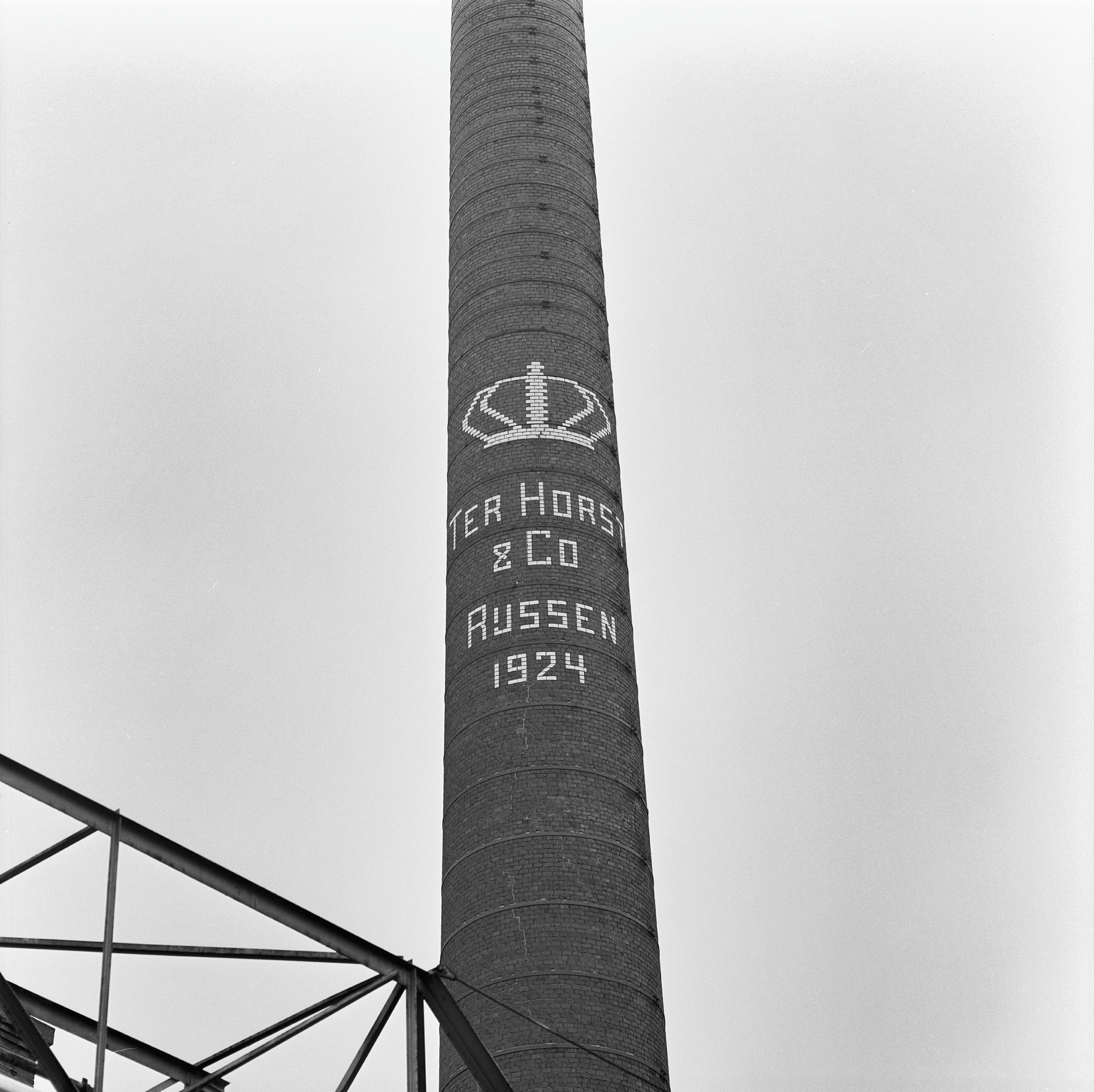
Ter Horst & Co in 1987

## Geschiedenis
De firma werd opgericht in 1835 als linnenweverij door Gerrit Hendrik ter Horst die van beroep steenbakker was. Hier werkten aanvankelijk 20 mensen, maar het fabriekje had weinig succes. In 1850 kreeg hij een order van de Nederlandsche Handel-Maatschappij voor de productie van juten koffiezakken. Ter Horst liet deze zakken vervaardigen in huisarbeid. De jute garens werden ingevoerd uit onder meer India en van daar per schip aangevoerd en ten slotte over de Regge en dan met paard en wagen op de bestemde plaats gebracht. In 1850 kende het 2949 inwoners tellende Rijssen 400 textielarbeiders, van wie de meesten in opdracht van Ter Horst werkzaam waren.
In 1865 werd een stoomjutebedrijf opgericht met 6 spinmachines en 4 weefgetouwen. Ter Horst was een van de weinige geïntegreerde bedrijven in de jutesector, met naast een weverij ook een eigen spinnerij. Een plaatselijke concurrent, eveneens spinnerij annex weverij, werd in 1880 overgenomen, waarmee Ter Horst over twee productielocaties beschikte. De in 1888 geopende spoorlijn Deventer - Almelo betekende een stimulans, de fabriek werd via een zijlijntje van ca. 1 km met deze spoorweg verbonden. Rond 1900 waren er circa 600 arbeiders (op 6003 inwoners) in de fabriek, bijgenaamd 'n Stoom, werkzaam. In 1898 richtte het bedrijf de Muziekvereniging Wilhelmina als fabriekskorps op die sinds 1970 zelfstandig is voortgezet. Een werkstaking van een half jaar vond plaats van 1906-1907, vanwege de arbeidsomstandigheden in combinatie met de lage lonen en lange werktijden. Omstreeks 1910 was Ter Horst de grootste van de twee bestaande Nederlandse geïntegreerde jutebedrijven.
Tijdens de crisis van de jaren 30 van de 20e eeuw volgden massa-ontslagen, maar daarna ging het weer beter, en in 1950 werd de top bereikt. Er werkten toen 1300 mensen. Daarna verlieten veel mensen het bedrijf, daar de lonen in andere bedrijfstakken hoger waren. Geleidelijk ging het slechter met het bedrijf, evenals in andere sectoren van de textielindustrie. In 1980 werden 200 van de 400 nog resterende arbeiders ontslagen en in 1982 ging het bedrijf op in de Nederlandse Jute Industrie Groep. Het bedrijf was sindsdien geen familiebedrijf meer. De Groep produceerde voor de automobiel- en tapijtindustrie. In de jaren 90 van de 20e eeuw werden de meeste fabrieksgebouwen gesloopt en op 12 februari 2003 werd het bedrijf failliet verklaard, waarbij de 51 resterende arbeiders op straat kwamen te staan.

## Erfgoed
Een aantal voorwerpen die betrekking hebben op de jutefabricage bevinden zich in het Rijssens Museum. Ook de verzameling kunstvoorwerpen, bijeengebracht door directeur Van Heel, bevindt zich daar. Naast het muziekgezelschap Wilhelmina bestaat ook nog de Stichting Grietje en Jan ter Horst, die het Zorgcentrum Wellehof beheert. Voorts bezit Rijssen nog een park en het Parkgebouw, door de familie Ter Horst gesticht.
Auke Haijo ter Horst (1850-1916) en Jan ter Horst (1861-1919) waren verantwoordelijk voor de aanleg van het Volkspark in Rijssen, waar door de werknemers van de fabriek de Gedenknaald Ter Horst werd opgericht.

## Meer informatie
- D v L C, De Jute-industrie, Tijdschrift Mij. t.b.v. Nijverheid 1898, 12-17
- G J Bouwhuis, De rust in het juteparadijs verstoord. De staking bij Ter Horst & Co te Rijssen 3 december 1906-28 april 1907 (Enschede 2000) ISBN 9074064116
- J.H. Roosink, De opbouw van een imperium: opgaan, blinken en verzinken: de geschiedenis van de Koninklijke Jute Spinnerij en Weverij Ter Horst & Co (Almelo/Enschede 2006)ISBN 9789055122615

- Interjute